# Săgeata
Săgeata is een Roemeense gemeente in het district Buzău.
Săgeata telt 5203 inwoners.